# Ханивел (Мисури)
Ханивел (енгл. Hunnewell) град је у америчкој савезној држави Мисури.

## Демографија
По попису из 2010. године број становника је 184, што је 43 (-18,9%) становника мање него 2000. године.
| Група             | 2000.       | 2010.       |
| Белци             | 204 (89,9%) | 178 (96,7%) |
| Афроамериканци    | 19 (8,4%)   | 0 (0,0%)    |
| Азијати           | 0 (0,0%)    | 0 (0,0%)    |
| Хиспаноамериканци | 1 (0,4%)    | 4 (2,2%)    |
| Укупно            | 227         | 184         |